# Remlingen (Remlingen-Semmenstedt)
Remlingen – dzielnica gminy Remlingen-Semmenstedt w Niemczech, w kraju związkowym Dolna Saksonia, w powiecie Wolfenbüttel, w gminie zbiorowej Elm-Asse. Do 31 października 2016 samodzielna gmina. Do 31 grudnia 2014 siedziba gminy zbiorowej Asse.